# Australothyrus ocellatus
Genre
Espèce
Australothyrus ocellatus est une espèce d'holothyrides de la famille des Allothyridae, la seule du genre Australothyrus.

## Distribution
Cette espèce est endémique du Queensland en Australie.

## Description
Ces acariens mesurent 2,4 mm.

## Publication originale
- van der Hammen, 1983 : New notes on Holothyrida (anactinotrichid mites). Zoologische Verhandelingen (Leiden), vol. 207 p. 1-48 (texte intégral).